# علي بن صالح شطيف
هو الشيخ علي بن صالح بن خالد بن شطيف من ابرز الشخصيات القبلية وشخصية سياسية يمنية بارزة من محافظة الجوف اليمنية، وبرلماني له العديد من المشاركات الإجتماعية والسياسة الفاعلة، كما يُعرف أيضاً بإن له الباع الطويل في الفصل في النزاعات القبلية وإصلاح ذات البين وذلك لكونه شخصيه ذات ثِقل وقبول واسع في البلاد على المستوى المحلي وابعاده الإجتماعية و القبلية، والسياسية، والاقتصادية، كذلك ساعده مركزه القبلي الذي يتمحوره والأسرة العريقة والمؤثرة التي ينحدر منها حيث تُعتبر مرجع في العرف والسلف القبلي في اليمن.

## مولده ونشأته
ولد الشيخ علي بن صالح بن شطيف في قرية الروض - مديرية الخلق- بمحافظة الجوف في العام1968م. ونشأ وتربى في كنف والده المناضل الشيخ صالح بن علي بن خالد بن شطيف من ابرز الشخصيات الاجتماعية في محافظة الجوف واحد كبار شيوخ قبائل دهم ومراجعها، ومن أول المؤسسين للدولة في محافظة الجوف، انشأ في أحد منازله أول مقر للمحافظة بداية الثمانينات كان يقيم فيه المحافظ، ومن أوائل رجال التنمية في المحافظة أسس أول مدرسة للتعليم النظامي في منزله أول من أسس العيادات الطبية ومشاريع المياه والمشاريع الزراعية.
```
حتى بلغ الشيخ علي سن الخامسة عشر،  إلى ان تم اغتيال والده الشيخ صالح في مقر رئاسة الوزراء بالعاصمة صنعاء، وبعد ذلك انتقل الشيخ علي وإخوته للعيش في كنف عمه الشيخ العجي بن خالد بن شطيف وتحت رعايته، وهو الولد الأكبر  بين إخوته الخمسة.
```

## أُسرته
متزوج من 4 زوجات وله من الابناء: 14
منهم 5 بنين: خالد، وسند، وطارق، وصالح، ورعد
و 9 بنات.

## المؤهلات العلمية
- اكمل دراسته المتوسطة والثانوية العامة في مدرسة النجاح بمديرية الخلق عام 1988م
- اكمل البكالوريوس تخصص اقتصاد وعلوم سياسية في كلية التجارة جامعة صنعاء في العام 1997م.

## الأعمال والمناصب التي شغلها
- مدير مدرسة النجاح  ومدير المركز التعليمي بالمديرية خلال الفترة 1989 – 1995
- رئيس المجلس المحلي بمديرية الخلق (في عهد التعاونيات) ولا زال طالب في الثانوية العامة من العام 1986 – 1994م
- عضو اللجنة التحضيرية لتاسيس التجمع اليمني للإصلاح عام 1990م ورئيس الدائرة السياسية في أول دورة للمكتب التنفيذي للتجمع اليمني للإصلاح بمحافظة الجوف.
- عضو مجلس شورى الإصلاح من العام 1990م حتى وفاته.
عضو مجلس نواب خلال الفترة 1997 -2004م
- أحد مؤسسي مجلس التضامن الوطني وعضو بارز فيه خلال الفترة 2003 – 2007م.
- عضو مؤتمر الحوار الوطني الشامل خلال الفترة  مارس 2013 – يناير 2014م
- عضو مؤتمر الرياض المنعقد خلال الفترة 17 – 19 مايو 2015م
- رئيس التجمع اليمني للاصلاح خلال الفترة يوليو 2020 حتى وفاته.
- مؤسس ورئيس مطارح قبائل دهم وابناء محافظة الجوف أغسطس 2020م واستمر في قيادتها حتى اقعده المرض رحمه الله تعالى.

## اسهاماته الاجتماعية والخيرية
```
- من مؤسس جمعية الإصلاح الاجتماعي الخيرية.
```

-رئيس جمعية انسان التنموية المختصة باسر الشهداء والجرحى.
- من مؤسسي جمعية التكافل الخيرية.

## بعض مناقبه
يتمتع الفقيد باخلاق عالية وصدق في الكلمة وثبات على المبدأ.
رجل القبيلة والعرف واصلاح ذات البين شارك في كثير من المواقف القبلية مصلحا وداعيا إلى الاخوة ونبذ الخلافات وتم التوصل إلى انهاءالكثير من المشاكل والخلافات على يده، جعل من القبيلة حصن للدولة وجعل من الدولة حضن للقبيلة وحافظ على الاعراف والاسلاف الحميدهوكان من البارزين في الحفاظ على النسيج الاجتماعي.
رائد من رواد العمل المجتمعي حيث ساهم في تاسيس ودعم العديد من منظمات المجتمع المدني الرائدة منها جمعية الإصلاح الاجتماعيالخيرية وجمعية التكافل واخير جمعية انسان المهتمة باسر الشهداء والجرحى والمعاقين.
رائد من رواد العمل السياسي وصاحب رسالة كبيرة يعيش هموم الاخرين ويسهر ويتعب لتحقيق طموحاتهم، انخرط في العمل السياسي فيسن مبكرة جدا،  وخاض العديد من الانتخابات المحلية والبرلمانية وكان عضو البرلمان خلال الفترة 1997 – 2004م عضو اللجنة الدستورية والقانونية وكان من الاعضاء المميزين والبارزين الذي لديهم مواقف في لم الشمل ووحدة الصف والحفاظ على المكتسبات الوطنية متجردا عنكل معنى أو مبدأ يخالف الحفاظ عليها.
رجل الدولة وعضو في فريق بناء الدولة في مؤتمر الحوار الوطني الشامل شارك في نسج حروف اسس الدولة المدنية الحديثة لانها يمثلهابحق وقاد أكبر تجمع قبلي لاستعادة الدولة المنهوبة من قبل المليشيات الانقلابية الحوثية وقدم بطولات وتضحيات كبيرة خلال معركة استعادة الدولة في محافظة الجوف على امتداد جبهاتها.
رحم الله الفقيد واسكنه فسيح جناته.

## وفاته
وافته المنية بعد حياة مليئة بالعطاء يوم الخميس بتاريخ 25 مارس 2021م الموافق 12 شعبان 1442هـ في العاصمة الأردنية عمّان اثر مرض عضال الم به خلال الأشهر الاخيرة.